# Route nationale 791
Die Route nationale 791, kurz N 791 oder RN 791, war eine französische Nationalstraße, die von 1933 bis 1973 von Le Faou bis zu einer Kreuzung mit der Route nationale 787 östlich von Crozon verlief. Ihre Länge betrug 22 Kilometer. Im Verlauf querte die Straße die Aulne über die Pont de Térénez, die eine Fähre ersetzte. Vor 1933 war die Straße der Chemin de Grande Communication (Gc) 21 des Départements Finistère.